# DB Baureihe V 90
 DB Baureihe V 90 
 (sedan 1968 Baureihe 290) är ett tyskt dieselhydrauliskt växlingslok avsett för att växla vagnar samt att framföra mindre godståg på kortare sträckor. Loket är designmässigt väldigt likt och har många gemensamma komponenter med DB Baureihe V 100, och båda loken har ett ursprung som tungt växlingslok. 
Loket designades av MaK tillsammans med Deutsche Bahns utvecklingsavdelning BZA München. 1964 producerades en förserie på 20 lok med en motor på 820 kW och topphastighet på 70 km/h. 
Mellan 1966 och 1974 tillverkades totalt 388 lok i serieutförande. Dessa lok fick en starkare motor på 1 010 kW och en högre topphastighet på 80 km/h. Loken blev även förlängda till 14,32 meter. Loken är utrustade med dödmansgrepp samt säkerhets- och hyttsignaleringssystem. 
Ursprungligen målades loken i en karmosinröd färg, för att under mitten av 1970-talet målas om i ett nytt havsblått färgschema med detaljer i elfenbensvitt. Under 1980-talets andra hälft målades loken åter i DB:s så kallade orientröda färgschema. Slutligen fick loken, liksom de flesta av DB:s lok under det sena 1990-talet, den färgsättning de har idag: DB:s trafikröda målning med vita detaljer.